# 苏州托普信息职业技术学院
苏州托普信息职业技术学院，是位于江苏省苏州市的一所民办普通专科高等学校。

## 专业设置
- 数字传媒学院
- 应用技术学院
- 机电工程系